# Forteresse de Wisłoujście
La forteresse de Wisłoujście, ou forteresse de Weichselmünde (en polonais Twierdza Wisłoujście, en allemand Festung Weichselmünde) est une forteresse historique située près de Gdansk, voïvodie de Poméranie, en Pologne.

## Situation

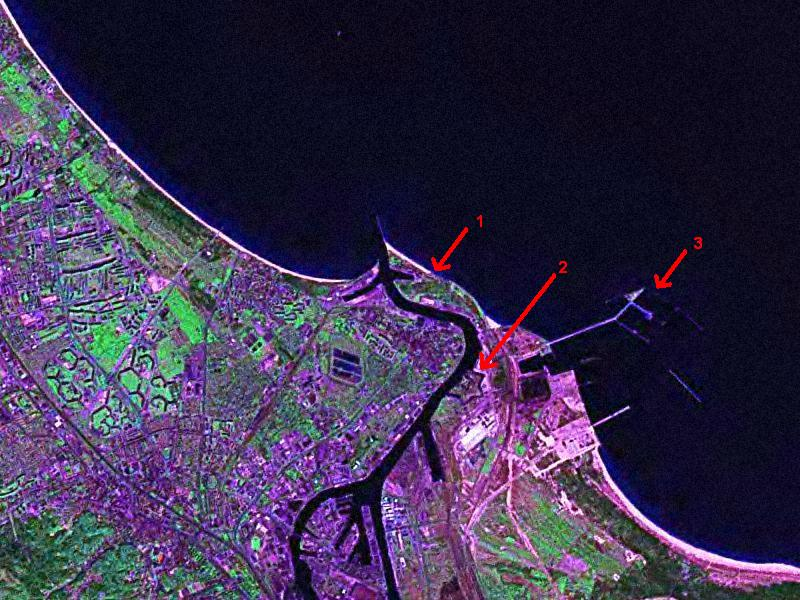
Image satellite : la forteresse est visible en forme d'étoile, indiquée par la flèche no 2.

La forteresse est située dans l'ancienne province de Prusse-Occidentale, dans la baie de Gdańsk, non loin de la presqu'île de Westerplatte au nord.
Les parties les plus anciennes de la forteresse datent du Moyen Âge et présentent des éléments gothiques. Au centre de la forteresse se trouve une tour ronde qui servait autrefois de phare, entourée par le Fort Carré avec ses quatre bastions. Les fortifications extérieures sont entourées par la colline est avec cinq bastions et deux remparts, dont un seul a été conservé.
La redoute ouest, détruite au XIXe siècle, était autrefois située sur la rive opposée de la « Vistule morte » (Tote Weichsel | Martwa Wisła) ; elle était appelée Fort Montebello pendant les guerres de Coalitions.
La tour ronde sert de phare jusqu'en 1758. La porte d'entrée est reliée au Fort Carré par un passage souterrain datant de 1609.

## Histoire

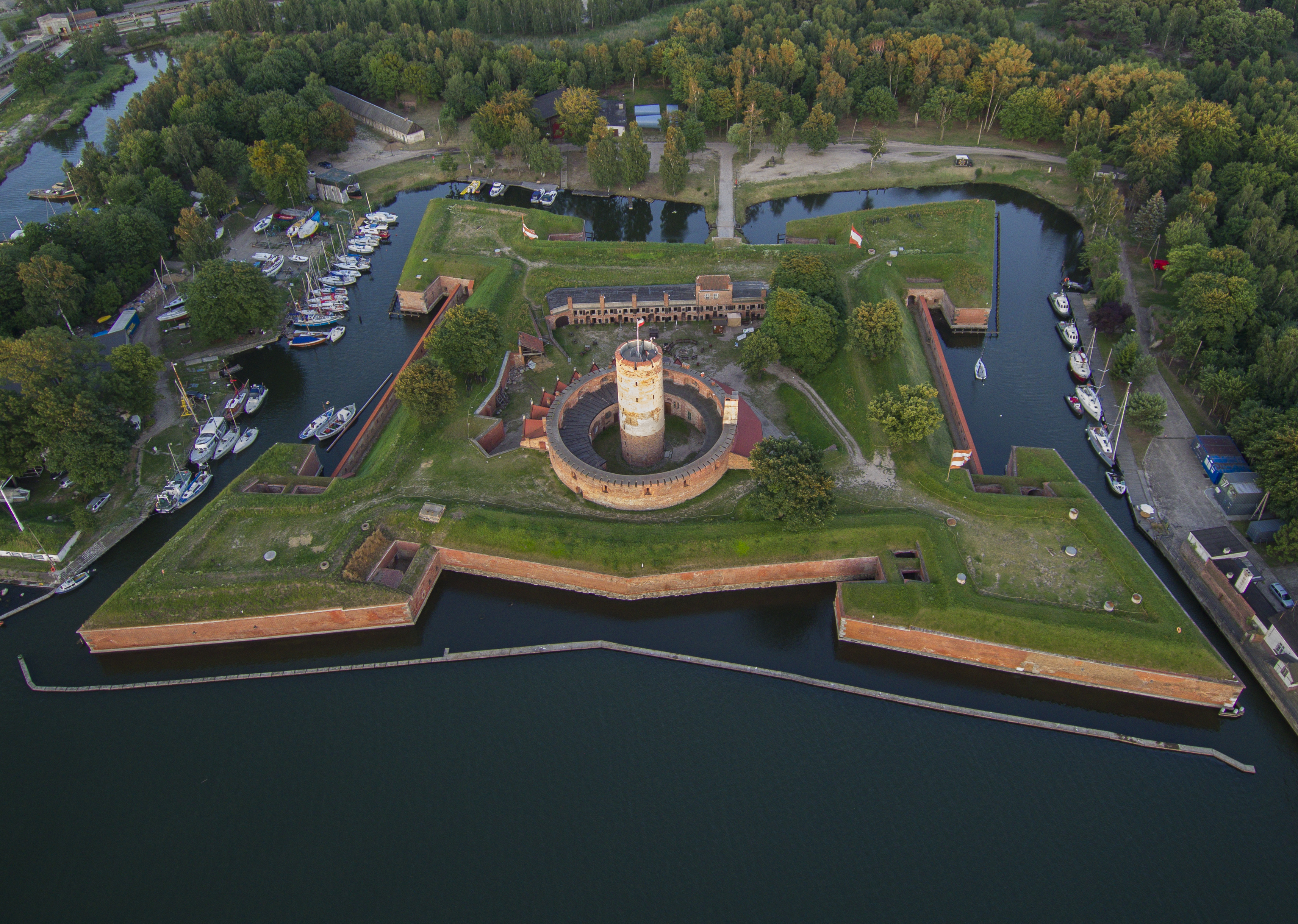
Enceinte de la forteresse et phare.

Karte de l'estuaire de la Vistule avec la Forteresse de Wisłoujście (um 1750)

Déjà à l'époque de l'Ordre teutonique au XIVe siècle existait un corps de garde en bois à l'embouchure de la Vistule, qui fut incendiée par les Sirotci hussites début septembre 1433. En 1482, un phare en brique est construit au même emplacement. Plus tard, un fort carré avec quatre bastions est construit autour de la tour.
La forteresse change de mains à plusieurs reprises. En 1577, elle est assiégée sans succès par le roi Étienne Báthory. Entre 1622 et 1629, elle sert de base à la flotte polonaise. Dans la nuit du 5 au 6 juillet 1628, les navires polonais sont attaqués par les forces suédoises avec des tirs de canon, le Gelber Löwe et le galion Saint George sont coulés. Lors de la guerre polono-suédoise, à la bataille d'Oliwa le 28 novembre 1627, la flotte suédoise est bombardée par la forteresse. En 1734, elle est attaquée par l'armée russo-saxonne et en 1793 par l'armée prussienne. En 1807 a lieu le siège par Napoléon et à nouveau en 1814 par les Prussiens.
L'ensablement a éloigné progressivement le rivage de la mer Baltique. L'embouchure de la Vistule est défendue à la fin du XVIIIe siècle par les fortifications prussiennes de la Westerplatte et la Möwenschanze. La forteresse sert alors de prison ; après la Première Guerre mondiale, un club de voile y est créé.
En 1945, la forteresse est endommagée par l'Armée rouge. En 1974, la forteresse est reprise par le musée historique de la ville de Gdansk.
En raison de son importance particulière comme l'une des deux forteresses préservées de la côte sud de la mer Baltique (à côté de celle de Baltiïsk), elle est inscrite sur la liste du Fonds mondial pour les monuments. En 2009, les autorités de Gdańsk décident de reconstruire partiellement la redoute ouest.

## Chauves-souris
La forteresse est habitée par des chauves-souris. En 2005, 313 animaux ont été dénombrés. Les genres Myotis nattereri, Myotis daubentonii et Myotis dasycneme y sont représentés. La forteresse est reconnue réserve naturelle Réseau Natura 2000.